# اینتلیجنت سیستمز
اینتلیجنت سیستمز (انگلیسی: Intelligent Systems) شرکت بازی ویدئویی ژاپنی است، که در سال ۱۹۸۶ تأسیس شد.